# Garbiñe Abasolo
Garbiñe Abasolo García (Bilbao, 17 maggio 1964) è una modella spagnola di origine basca, eletta Miss Spagna nel 1983.

## Biografia
Dopo essere stata eletta Miss Spagna 1983, Abasolo Garbiñe riuscì ad ottenere un certo successo sulle passerelle internazionali. In seguito la modella basca raggiunse il successo anche come presentatrice televisiva, e successivamente come direttrice e proprietaria di un'agenzia di moda la Eclipse, che gestisce ancora oggi a Madrid. In occasione di Miss Universo 1984 Garbiñe Abasolo ricevette il titolo di Miss Photogenic e partecipò anche a Miss Europa 1984. È sposata con l'economista catalano Enric Gispert.